# Lorenzo Palacín Badorrey
Lorenzo Palacín Badorrey   (Berlanga de Duero, 1935 - 10 d'abril de 2022) va ser el segon batlle d'Esplugues de Llobregat des de la recuperació de la democràcia. Va succeir Antoni Pérez i Garzón en el tercer any de mandat a causa d'una sentència per prevaricació que l'inhabilitava en el càrrec. Va cedir el càrrec a Pilar Díaz i Romero un any abans de les eleccions del 2007. Durant el franquisme va lluitar en la clandestinitat contra el règim. Va ser president de l'empresa municipal Sociedad Municipal Mixta de Promoción y Gestión de Servicios de Esplugues SA.

## Trajectòria política i institucional

### Entrada a l'Ajuntament d'Esplugues
Lorenzo Palacín anava de número 10 a les primeres eleccions municipals pel PSC a Esplugues de Llobregat. Era treballador del sector elèctric i secretari de la Secció Sindical de la UGT. Tot i que el PSC va treure només 9 diputats, Palacín va entrar com a regidor al Ple del 12 de març del 1980 a causa de la dimissió del socialista José Alonso Puertas.

### Tinent d'alcalde
En les eleccions de 1983, que el PSC va guanyar amb majoria absoluta amb 15 regidors de 21, anava de número 6. Va ocupar l'àrea d'Ensenyament, Cultura, Esports i Joventut. Entre el 12 de desembre de 1984 i el 9 gener de 1985 va ser nomenat tercer tinent d'alcalde després de la renúncia del regidor socialista Celedonio Fernández Ródenas.
En les eleccions municipals de 1987 figurava en la segona posició a les llistes socialistes, just per sota de l'alcalde, Antoni Pérez. En el Ple extraordinari de cartipàs del 8 de juliol va ser designat primer tinent d'alcalde i membre de la Comissió de Govern.

### Accés a l'alcaldia
Va continuar sent número 2 a les llistes del PSC i primer tinent d'alcalde fins a la dimissió d'Antoni Pérez per una sentència per prevaricació, que va inhabilitar el fins aleshores alcalde per 8 anys. Lorenzo Palacín va prendre possessió del càrrec d'alcalde el 19 d'abril del 1998. A més de primer tinent d'alcalde des del 1991, havia estat responsable dels Serveis Generals i Econòmics i de la regidoria d'Educació i Ensenyament, a més de portaveu del grup municipal del PSC.
En les dues eleccions següents va encapçalar les llistes del PSC a Esplugues, que va guanyar per majoria absoluta (any 1999, 14 regidors de 21; any 2003, 12 regidors). El projecte polític era clarament continuista en matèria de benestar i cohesió, urbanisme, promoció econòmica i transparència i eficiència, amb un impuls per a la "segona gran transformació d'Esplugues". Aquesta transformació, que incloïa la construcció d'un auditori nou, la reedificació dels mercats de la Plana i de Can Vidalet i la urbanització del torrent d'en Farré, va provocar alguns problemes, per exemple pel que fa a les obres de l'anomenat Pla Caufec o el tramvia, que va aixecar moltes protestes ciutadanes.

### Comiat
Finalment, el 12 de juny del 2006 Lorenzo Palacín va renunciar al càrrec en favor de Pilar Díaz i Romero. Lorenzo Palacín va continuar sent regidor d'Educació i membre de la Junta de Govern L'oposició va criticar en línies generals aquest canvi perquè es considerava un acte electoralista per promocionar el futur candidat a l'alcaldia a mig mandat. En general, se'l considerava un alcalde estimat i molt proper als ciutadans.